# البطولات الأسترالاسية 1911 (كرة مضرب)
هنا قائمة بالبطولات الأسترالاسية لكرة المضرب, المعروفة الآن باسم أستراليا المفتوحة لسنة 1911:

## فردي الرجال
نورمان بوركس هزم  هوراس رايس 6-1 6-2 6-3